# 岡山県道335号余野上久米線
岡山県道335号余野上久米線（おかやまけんどう335ごう よのかみくめせん）は、岡山県真庭市から津山市に至る一般県道である。

## 概要
真庭市余野上と津山市南方中を結ぶ。

### 路線データ
- 起点：真庭市余野上（岡山県道82号鏡野久世線交点）
- 終点：津山市中北下（岡山県道340号河本久米線交点）
- 総延長：10,975 m
- 実延長：10,924 m
- 重用区間：51 m
- 通行不能区間：真庭市余野上 - 津山市宮部上間

## 歴史
- 1960年（昭和35年）3月18日 - 岡山県告示第335号により認定される。
- 1972年 - 岡山県の県道番号再編により現行の県道番号に変更される。
- 2005年（平成17年）
  - 2月28日 - 久米郡久米町が津山市に編入されたことにより終点の地名表記が変更される（久米郡久米町中北下→津山市中北下）。
  - 3月31日 - 真庭郡久世町が真庭市に移行したことにより起点の地名表記が変更される（真庭郡久世町余野上→真庭市余野上）。

## 路線状況
起点には通行不能予告標識が立てられているが、実際は起点から未舗装の悪路であり、どちらにしても入り込まないほうが無難である。
岡山県の資料によると終点は津山市宮部下・岡山県道339号西一宮中北上線交点になっている。本来は津山市中北下・岡山県道340号河本久米線交点に訂正されるべきであり、また岡山県道340号河本久米線よりも路線番号が若いことから終点を津山市南方中・千代新開交差点（国道181号・岡山県道159号久米中央線交点）にするのが筋でもあるのだが、なぜか訂正は行われないままになっている。

### 重複区間
- 岡山県道339号西一宮中北上線・津山広域農道（津山市宮部下、重用延長：51 m）

## 地理

### 通過する自治体
- 岡山県
  - 真庭市 - 津山市

### 交差する道路
| 交差する道路                                                       | 市町村名 | 交差する場所 | 交差する場所 |
| ------------------------------------------------------------------ | -------- | ------------ | ------------ |
| 岡山県道82号鏡野久世線 岡山県道327号富東谷久世線 重複              | 真庭市   | 余野上       | 起点         |
| 通行不能区間                                                       |          |              |              |
| 岡山県道339号西一宮中北上線 重複区間起点 津山広域農道 重複区間起点 | 津山市   | 宮部下       |              |
| 岡山県道339号西一宮中北上線 重複区間終点 津山広域農道 重複区間終点 | 津山市   | 宮部下       |              |
| 岡山県道340号河本久米線                                            | 津山市   | 中北下       | 終点         |

### 沿線
- 宮部簡易郵便局
- 津山市立中正小学校
- 岡山県農業試験場